# Cerkev sv. Martina, Podkrnos
Rimskokatoliška župnijska cerkev Podkrnos  (nemško Gurnitz) se nahaja v primestni občini  Žrelec na Celovškem polju  na krnu na  vznožju Radiških Gur v političnem okraju Celovec-dežela na avstrijskem osrednjem Južnem Koroškem. 
Župnija je posvečena svetemu Martinu iz Toursa in spada v dvojezično dekanijo Tinje v Krški škofiji. Do leta 1938 je bila uradno slovenska fara in je danes uradno nemška.  
Župnijska cerkev je pod spomeniškim varstvom. Poleg cerkve in slovenskega kulturnega doma in farovža je postavljen spomenik 220 družinam in 1000 slovenskim žrtvam deportiranja 14. in 15. aprila 1942 v prisilno delo v nacistično Nemčijo.

## Zgodovina cerkve
Podkrnos je karantanskega, koseškega izvora. Najstarejši patrocinij svetega Martina na Koroškem je nastal kot zasebna cerkev v karolinškihčasih. Župnik je bil omenjen v listini iz leta 1219. Pred letom 1240 je bil ustanovljen kolegijski kapitelj po avguštinskih pravilih. Od leta 1240 do leta 1245 je bil tam prošt. Leta 1482 so cerkev izropali Madžari. Kot fevd jo je upravljala salzburška nadškofija. Zunanjost cerkve je bila obnovljena leta 1986.

## Arhitektura
Tipizirana baročna cerkvena stavba iz leta 1773 je na vzhodni strani povezana s stavbo prošta, ki je zdaj župnišče. Vitek južni stolp z baročnimi vogalnimi pepelniki nosi graciozno čebulasto kupolo. Spodnji del stolpa in kapela svetega Nikolaja, ki je postavljena južno ob stolpu, sta ohranjena dela srednjeveške cerkve predhodnice. Visok koničast obok v zidu vzhodne stene ladje, ki je verjetno nekdanji zmagoslavni obok, je dokaz za dvokapno stavbo predhodnice. Zahodni portal ima gotsko ključavnico.
Nad zahodnim portalom je freska svetega Martina slikarja Karla Bauerja iz leta 1947.
Notranjost cerkve je enoladijska in prezbiterij daje enotni baročni prostorski učinek. Ladja ima sodčaste sklepe z žlebovi in pasovnimi loki na stopničastih pilastrih, ploskovno zaključen prezbiterij ima kvadratni sklepnik, triumfalni lok ima korčne korne. Podstrešje za orgle stoji na dveh toskanskih stebrih in ima tri košaste arkade.
V krilnem koru so baročne freske s podobo svete glave z angeli in štirimi evangelisti, nad triumfalnim lokom pa je upodobljena Sveta Trojica.

## Notranja oprema
Ravni glavni oltar z arhitekturnim vrhom je nastal leta 1782, na njem so podobe svetega Martina, Janeza Krstnika, svetega Petra in Pavla ter svetega Jurija, na desni in levi pa sta dva velika poznobaročna lesena kandelabra.
Levi stranski oltar iz leta 1722 nosi podobe svetega Mihaela, apostola in svetega Jakoba, v sredini pa je upodobljen Kristusov krst. Na desnem stranskem oltarju iz leta 1724 so podobe Marije Brezmadežne pred nišo s školjčno krono ter Barbare in Katarine, medtem ko je na sliki na vrhu Ana Tretja, ki jo je leta 1947 naslikal Karl Bauer. Levo od tega je baročna skupina križanja iz okoli leta 1740.
Prižnica iz druge četrtine 18. stoletja je bila pripisana Christophu Rudolfu; angeli simbolizirajo celine na zvočni plošči. Na zahodni steni ladje je slika kronanja Device Marije z grbom iz leta 1616. Na parapetu orgelskega podstrešja sta na konzolah izrezljani figuri svetega Jožefa in svete Marije v slogu Val Gardene iz 20. stoletja.
V kapeli svetega Nikolaja je oltar iz okoli leta 1780 z oltarno podobo svetega Nikolaja in doprsnima kipoma dveh frančiškanskih menihov na relikviarnih podstavkih.
V kapeli so zvonovi iz 14. stoletja. En zvon nosi ime Ignaz Lorenz Röder 1714.

## Pokopališče
Na pokopališču je vrsta zgodovinskih nagrobnih kamnov, od katerih nekateri od nekdanjih župnikov in proštov v slovenščini. Pri vhodu se nahaja skupna grobnica treh slovenskih župnikov. 
Posebna je tudi pokopališka kapelica z baročnimi / neorafaelitskimi poslikavami. V lunetah so bledi slovenski napisi, na zidovih nagrobni kamni več slovenskih župnikov. 
V zunanjosti se nahaja tudi nagrobnik z reliefom Oljske gore za Benedikta Mitterholzerja, umrl 1650.
- Podkrnos, nagrobni spomenik duhovnikom
- Podkrnos, nagrobni kamen Janez Brabenec[6]
- Podkrnos, dva slovenska nagrobna kamna
- Jakob Wang, nagrobni kamen s slovenskim napisom
- Podkrnos nagrobni kamen Tomaž Inzko s slovenskim napisom
- Podkrnos, nagrobni kamen Janez Sirnik

V notranjosti se nahaja vrsta zgodovinskih nagrobnih kamnov:
- Ob skupini križanja je nagrobnik družine Georga Sigismunda von Neuhausa, umrl leta 1600, delo Martina Pacobella iz leta 1604.
- Na zahodni steni ladje je nagrobnik grofa Johna Jos. Inzaghi 1722.
- Na vzhodni steni ladje je spominski kamen prošta Josepha Aichwalderja kot graditelja cerkve s kronogramom 1773.
- Nagrobni kamen Regini Kulmer 1587.

## sklici
1. ↑   Bojan-Ilija Schnabl: Pfarrkarte der Diözese Gurk/Krška škofija 1924. V: Enciklopedija slovenske kulturne zgodovine na Koroškem, Dunaj, Weimar, Köln, (Böhlau) 2016, 2. zv., str. 1027-1034.
2. ↑  Seznam_dekanij_Krške_škofije
3. ↑  Zveza slovenskih pregnank in pregnancev (ZSP): https://www.pregnanci.at/sl/
4. ↑   Bojan-Ilija Schnabl: Inschrift, slowenische. V: Enciklopedija slovenske kulturne zgodovine na Koroškem, Dunaj, Weimar, Köln, (Böhlau) 2016, 1. zv., str. 529-532.
5. ↑   Bojan-Ilija Schnabl: Grabinschriften. V: Enciklopedija slovenske kulturne zgodovine na Koroškem, Dunaj, Weimar, Köln, (Böhlau) 2016, 1. zv., str. 442-444.
6. ↑   Katja Sturm-Schnabl: Brabenec, Jan. V: Enciklopedija slovenske kulturne zgodovine na Koroškem, Dunaj, Weimar, Köln, (Böhlau) 2016, 1. zv., str. 176-177.